# Blepharita adusta
Blepharita adusta là một loài bướm đêm trong họ Noctuidae.